# العلاقات النرويجية الدومينيكية
العلاقات النرويجية الدومينيكية هي العلاقات الثنائية التي تجمع بين النرويج ودومينيكا.

## مقارنة بين البلدين
هذه مقارنة عامة ومرجعية للدولتين:
| وجه المقارنة                                              | النرويج                                                   | دومينيكا              |
| --------------------------------------------------------- | --------------------------------------------------------- | --------------------- |
| المساحة (كم2)                                             | 385.21 ألف                                                | 751                   |
| عدد السكان (نسمة)                                         | 5.33 مليون                                                | 73.92 ألف             |
| الكثافة السكانية (ن./كم²)                                 | 13.84                                                     | 9.84 ألف              |
| العاصمة                                                   | أوسلو                                                     | روسو                  |
| اللغة الرسمية                                             | بوكمول، لغات السامي، نينوشك، اللغة النرويجية              | لغة إنجليزية          |
| العملة                                                    | كرونة نروجية                                              | دولار شرق الكاريبي    |
| الناتج المحلي الإجمالي (بليون دولار)                      | 398.83 مليار                                              | 562.54 مليون          |
| الناتج المحلي الإجمالي (تعادل القوة الشرائية) بليون دولار | 322.23 مليار                                              | 789.63 مليون          |
| الناتج المحلي الإجمالي الاسمي للفرد دولار أمريكي          | 74.40 ألف                                                 | 7.12 ألف              |
| الناتج المحلي الإجمالي للفرد دولار أمريكي                 | 65.61 ألف                                                 | 10.88 ألف             |
| مؤشر التنمية البشرية                                      | 0.944                                                     | 0.724                 |
| رمز المكالمات الدولي                                      | +47                                                       | +1767                 |
| رمز الإنترنت                                              | .no                                                       | .dm                   |
| المنطقة الزمنية                                           | ت ع م+01:00، ت ع م+02:00، توقيت وسط أوروبا، أوروبا/أوسلو ‏ | 00، توقيت أطلنطي موحد |

## منظمات دولية مشتركة
يشترك البلدان في عضوية مجموعة من المنظمات الدولية، منها:
| علم المنظمة | اسم المنظمة                        | تاريخ انضمام النرويج | تاريخ انضمام دومينيكا |
| ----------- | ---------------------------------- | -------------------- | --------------------- |
|             | مؤسسة التنمية الدولية              | 24 سبتمبر 1960       | 29 سبتمبر 1980        |
|             | يونسكو                             | 4 نوفمبر 1946        | 9 يناير 1979          |
|             | وكالة ضمان الاستثمار متعدد الأطراف | 9 أغسطس 1989         | 7 أكتوبر 1991         |
|             | الأمم المتحدة                      | 27 نوفمبر 1945       | 18 ديسمبر 1978        |
|             | الاتحاد البريدي العالمي            | ?                    | ?                     |
|             | البنك الدولي للإنشاء والتعمير      | 27 ديسمبر 1945       | 29 سبتمبر 1980        |
|             | الاتحاد الدولي للاتصالات           | 1866                 | 28 أكتوبر 1996        |
|             | منظمة حظر الأسلحة الكيميائية       | ?                    | ?                     |
|             | مؤسسة التمويل الدولية              | 20 يوليو 1956        | 29 سبتمبر 1980        |
|             | منظمة التجارة العالمية             | 1995                 | ?                     |
|             | منظمة الشرطة الجنائية الدولية      | ?                    | ?                     |

## وصلات خارجية
- موقع وزارة الخارجية النرويجية